# لوئی استوپ
لوئی استوپ (فرانسوی: Louis Stoop‎) ژیمناست هنری اهل بلژیک بود.
از افتخارات وی میتوان به کسب مدال نقره تمام اسباب تیمی مردان در بازی‌های المپیک تابستانی ۱۹۲۰ اشاره کرد.